# Lescherolles
 Lescherolles  es una población y comuna francesa, en la región de Isla de Francia, departamento de Sena y Marne, en el distrito de Provins y cantón de La Ferté-Gaucher.

## Demografía
| 273 | 291 | 264 | 300 | 372 | 418 |
| Para los censos de 1962 a 1999 la población legal corresponde a la población sin duplicidades (Fuente: INSEE [Consultar]) |     |     |     |     |     |